# Parectopa pennsylvaniella
Parectopa pennsylvaniella is een vlinder uit de familie van de mineermotten (Gracillariidae). De wetenschappelijke naam van de soort werd voor het eerst geldig gepubliceerd in 1907 door Engel.